# IC 275-2
IC 275-2 — галактика типу C (компактна галактика) у сузір'ї Персей.
Цей об'єкт міститься в оригінальній редакції індексного каталогу.